# Romano Piancastelli
Romano Piancastelli, né le 24 août 1940 à Castel Bolognese (Émilie-Romagne), est un coureur cycliste italien, professionnel de 1962 à 1964. 

## Résultats sur les grands tours

### Tour de France
1 participation
- 1964 : abandon (7e étape)

### Tour d'Italie
1 participation
- 1963 : 68e

### Tour d'Espagne
1 participation
- 1964 : 40e